# Safri Duo

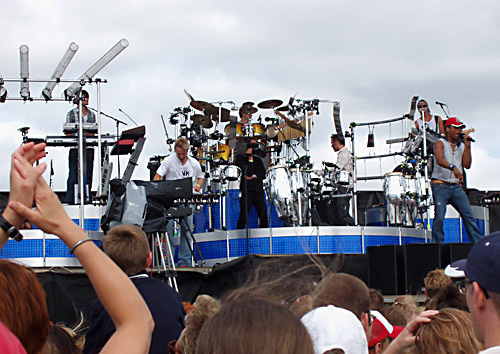
Safri Duo tijdens een optreden in Aarhus in 2005

Safri Duo is een Deens percussieduo, bestaande uit Uffe Savery (5 april 1966) en Morten Friis (21 augustus 1968). In de naam Safri Duo is het eerste gedeelte Safri een samenvoegsel van hun beide achternamen. Het duo is vooral bekend van zijn internationale hit Played-A-Live (The Bongo Song) uit 2001. Safri Duo scoorde later ook kleinere hits met de nummers Samb-Adagio en Sweet Freedom (de laatste is een remake van het nummer van Michael McDonald).

## Geschiedenis
Savery en Friis hebben beiden aan het conservatorium van Kopenhagen gestudeerd. Na hun studie werden ze redelijk bekend met hun klassieke drumoptredens. Hun allereerste album, Turn Up Volume, dat nog enkel bestaat uit klassieke muziek, stamt al uit 1990.
In 2000 besloten ze de klassieke muziek achter zich te laten en zich meer te verdiepen in housemuziek. Dit resulteerde in de hit Played-A-Live (The Bongo Song), geproduceerd door Michael Parsberg. Het nummer behaalde in 2001 de tweede plaats in de Nederlandse Top 40 en de Ultratop 50. In eerstgenoemde werd het de langstgenoteerde plaat van dat jaar. Bijna zes maanden wist Played-A-Live zich te handhaven in deze lijst, hetgeen resulteerde in de nummer 1-positie van de  Top 40-jaarlijst. In de Single Top 100 behaalde Played-A-Live de derde plaats. Na dit succes in bijna heel Europa, kwamen nog enkele andere houseplaten uit. In 2001 kwam Safri Duo's eerste house-album uit, getiteld Episode II. Een jaar later kwam hiervan een remixeditie uit, onder de titel Episode II – The Remix Edition.
In 2003 brachten Savery en Friis hun tweede house-album met nieuw materiaal uit, getiteld 3.0, waarvan in 2004 een remixeditie uitkwam onder de titel 3.5. In 2005 stond Safri Duo samen met Seal en Frank Boeijen veertien keer in een uitverkocht Rotterdam Ahoy tijdens de Night of the Proms.
Eind 2008 kwam het album Origins uit, waarop het house-element van de voorgaande twee albums in mindere mate aanwezig is en dat zich meer in de richting van wereldmuziek bevindt. Met dit album keerden de twee daarnaast gedeeltelijk terug naar hun klassieke achtergrond.
Safri Duo heeft onder meer samengewerkt met Michael McDonald, Mikkel Benn, Clark Anderson, Johan Gielen,  Jean-Michel Jarre, Youssou N'Dour en Rolando Villazón.

## Discografie

### Albums
| Album met eventuele hitnotering(en) in de Nederlandse Album Top 100                                          | Datum van verschijnen | Datum van binnenkomst | Hoogste positie | Aantal weken | Opmerkingen          |
| --- | --------------------- | --------------------- | --------------- | ------------ | -------------------- |
| Turn Up Volume                                                                                               | 1990                  | -                     |                 |              |                      |
| Works for Percussion                                                                                         | 1994                  | -                     |                 |              |                      |
| Bach – English & French Suites                                                                               | 1995                  | -                     |                 |              |                      |
| Lutoslawski – Paganini Variations / Bartók – Sonata for Two Pianos and Percussion / Helweg – America Fantasy | 1995                  | -                     |                 |              | met Slovak Piano Duo |
| Goldrush | 1996                  | -                     |                 |              |                      |
| Bach to the Future                                                                                           | 1998                  | -                     |                 |              |                      |
| Episode II                                                                                                   | 26-06-2001            | 07-07-2001            | 16              | 21           |                      |
| Episode II – The Remix Edition                                                                               | 2002                  | -                     |                 |              |                      |
| 3.0 | 29-09-2003            | -                     |                 |              |                      |
| 3.5 | 20-09-2004            | -                     |                 |              |                      |
| Origins | 17-11-2008            | -                     |                 |              |                      |
| Greatest Hits                                                                                                | 2010                  | -                     |                 |              | verzamelalbum        |

| Album met hitnotering(en) in de Vlaamse Ultratop 200 albums | Datum van verschijnen | Datum van binnenkomst | Hoogste positie | Aantal weken | Opmerkingen |
| ----------------------------------------------------------- | --------------------- | --------------------- | --------------- | ------------ | ----------- |
| Episode II                                                  | 2001                  | 30-06-2001            | 13              | 14           |             |

### Singles
| Single met eventuele hitnotering(en) in de Nederlandse Top 40 | Datum van verschijnen | Datum van binnenkomst | Hoogste positie | Aantal weken | Opmerkingen                                                                  |
| ------------------------------------------------------------- | --------------------- | --------------------- | --------------- | ------------ | ---------------------------------------------------------------------------- |
| Played-A-Live (The Bongo Song)                                | 2000                  | 10-02-2001            | 2               | 25           | Hit van het Jaar 2001 / nr. 3 in de Single Top 100 / Dancesmash op Radio 538 |
| Samb-Adagio                                                   | 2001                  | 14-07-2001            | 23              | 7            | nr. 23 in de Single Top 100 / Dancesmash op Radio 538                        |
| Baya-Baya                                                     | 2001                  | 27-10-2001            | tip11           | -            | nr. 66 in de Single Top 100                                                  |
| Sweet Freedom                                                 | 2002                  | 29-06-2002            | 20              | 9            | met Michael McDonald / nr. 23 in de Single Top 100 / Dancesmash op Radio 538 |
| Fallin' High                                                  | 2003                  | -                     |                 |              | nr. 91 in de Single Top 100                                                  |
| All the People in the World                                   | 2003                  | -                     |                 |              | met Clark Anderson                                                           |
| Rise (Leave Me Alone)                                         | 2004                  | -                     |                 |              | met Clark Anderson                                                           |
| Hvor' Vi Fra?                                                 | 2004                  | -                     |                 |              | met B-Boys & Birthe Kjær                                                     |
| Helele                                                        | 2010                  | -                     |                 |              | met Velile                                                                   |
| Dimitto (Let Go)                                              | 2013                  | -                     |                 |              | met Kato & Bjørnskov                                                         |
| Zeit der Sommernächte                                         | 2017                  | -                     |                 |              | met Oonagh                                                                   |

| Single met hitnotering(en) in de Vlaamse Ultratop 50 | Datum van verschijnen | Datum van binnenkomst | Hoogste positie | Aantal weken | Opmerkingen          |
| ---------------------------------------------------- | --------------------- | --------------------- | --------------- | ------------ | -------------------- |
| Played-A-Live (The Bongo Song)                       | 2000                  | 17-03-2001            | 2               | 23           |                      |
| Baya-Baya                                            | 2001                  | 29-12-2001            | tip6            | -            |                      |
| Samb-Adagio                                          | 2001                  | 04-08-2001            | 10              | 10           |                      |
| Sweet Freedom                                        | 2002                  | 01-06-2002            | 50              | 1            | met Michael McDonald |